# Seznam kardinálů jmenovaných Janem Pavlem II.
Papež Jan Pavel II. během svého pontifikátu jmenoval v devíti konzistořích 231 kardinálů, více než kterýkoliv z jeho předchůdců. Byli mezi nimi také dva kardinálové pocházející z českých zemí – Miloslav Vlk a Tomáš Špidlík.

## Konzistoř 30. června 1979
1. Anastasio Alberto kardinál Ballestrero OCD (3. října 1913 – 21. června 1998)
2. Giuseppe kardinál Caprio (15. listopadu 1914 – 15. října 2005)
3. Gerald Emmett kardinál Carter (1. března 1912 – 6. dubna 2003)
4. Agostino kardinál Casaroli (24. listopadu 1914 – 9. června 1998)
5. Marco kardinál Cé (8. července 1925 – 12. května 2014)
6. Ernesto kardinál Civardi (21. října 1906 – 28. listopadu 1989)
7. Ernesto kardinál Corripio y Ahumada (29. června 1919 – 10. dubna 2008)
8. Roger Marie Élie kardinál Etchegaray (25. září 1922 – 4. září 2019)
9. Ignatius kardinál Kung Pin-Mei (nominace in pectore zveřejněná 28. června 1991) (2. srpna 1901 – 12. března 2000)
10. Franciszek kardinál Macharski (20. května 1927 – 2. srpna 2016)
11. Tomás kardinál Ó Fiaich (3. listopadu 1923 – 8. května 1990)
12. Egano kardinál Righi-Lambertini (22. února 1906 – 4. října 2000)
13. Władysław kardinál Rubin (20. září 1917 – 28. listopadu 1990)
14. Joseph Asajiro kardinál Satowaki (1. února 1904 – 7. srpna 1996)
15. Joseph-Marie kardinál Trinh van-Can (19. března 1921 – 18. května 1990)

## Konzistoř 2. února 1983
1. Joseph Louis kardinál Bernardin (2. dubna 1928 – 14. listopadu 1996)
2. Giuseppe kardinál Casoria (1. října 1908 – 8. února 2001)
3. Godfried kardinál Danneels (4. června 1933 – 14. března 2019)
4. Józef kardinál Glemp (18. prosince 1929 – 23. ledna 2013)
5. Antoine Pierre kardinál Khoraiche (20. září 1907 – 19. srpna 1994)
6. Michael Michai kardinál Kitbunchu
7. Franjo kardinál Kuharić (15. dubna 1919 – 11. března 2002)
8. Carlo Maria kardinál Martini SJ (15. února 1927 – 31. srpna 2012)
9. Joachim kardinál Meisner (25. prosince 1933 – 5. července 2017)
10. José Alí kardinál Lebrún Moratinos (19. března 1919 – 21. února 2001)
11. Henri-Marie kardinál de Lubac SJ (20. února 1896 – 4. září 1991)
12. Jean-Marie kardinál Lustiger (17. září 1926 – 5. srpna 2007)
13. Alexandre kardinál do Nascimento (1. března 1925 – 28. září 2024)
14. Aurelio kardinál Sabattani (18. října 1912 – 19. dubna 2003)
15. Alfonso kardinál López Trujillo (8. listopadu 1935 – 19. dubna 2008)
16. Julijans kardinál Vaivods (18. srpna 1895 – 23. května 1990)
17. Thomas Stafford kardinál Williams (20. března 1930 - 22. prosince 2023)
18. Bernard kardinál Yago (červenec 1916 – 5. října 1997)

## Konzistoř 25. května 1985
1. Francis kardinál Arinze
2. Giacomo kardinál Biffi (13. června 1928 – 11. července 2015)
3. Rosalio José kardinál Castillo Lara SDB (4. září 1922 – 16. října 2007)
4. Luigi kardinál Dadaglio (28. září 1914 – 22. srpna 1990)
5. Albert Florent Augustin kardinál Decourtray (9. dubna 1923 – 16. září 1994)
6. Andrzej Maria kardinál Deskur (29. února 1924 – 3. září 2011)
7. Juan Francisco kardinál Fresno Larraín (26. července 1914 – 14. října 2004)
8. Édouard kardinál Gagnon PSS (15. ledna 1918 – 25. srpna 2007)
9. Ángel kardinál Suquía Goicoechea (2. října 1916 – 13. července 2006)
10. Henryk Roman kardinál Gulbinowicz (17. října 1923 – 16. listopadu 2020)
11. Jean Jérôme kardinál Hamer OP (1. června 1916 – 2. prosince 1996)
12. Antonio kardinál Innocenti (23. srpna 1915 – 6. září 2008)
13. Bernard Francis kardinál Law (4. listopadu 1931 – 20. prosince 2017)
14. Duraisamy Simon kardinál Lourdusamy (5. února 1924 – 2. června 2014)
15. Miroslav Ivan kardinál Ljubačivskij (24. června 1914 – 14. prosince 2000)
16. Paul Augustin kardinál Mayer OSB (23. května 1911 – 30. dubna 2010)
17. John Joseph kardinál O'Connor (15. ledna 1920 – 3. května 2000)
18. Miguel kardinál Obando y Bravo SDB (2. února 1926 – 3. června 2018)
19. Pietro kardinál Pavan (30. srpna 1903 – 26. prosince 1994)
20. Silvano kardinál Piovanelli (21. února 1924 – 9. července 2016)
21. Paul Joseph Jean kardinál Poupard
22. Adrianus Johannes kardinál Simonis (26. listopadu 1931 – 2. září 2020)
23. Alfons Maria kardinál Stickler SDB (23. srpna 1910 – 12. prosince 2007)
24. Jozef kardinál Tomko (11. března 1924 – 8. srpna 2022)
25. Paulos kardinál Tzadua (25. srpna 1921 – 11. prosince 2003)
26. Louis-Albert kardinál Vachon (4. února 1912 – 29. září 2006)
27. Ricardo Jamin kardinál Vidal (6. února 1931 – 18. října 2017)
28. Friedrich kardinál Wetter

## Konzistoř 28. června 1988
1. Giovanni kardinál Canestri (30. září 1918 – 29. dubna 2015)
2. Edward Bede kardinál Clancy (13. prosince 1923 – 3. srpna 2014)
3. Angelo kardinál Felici (26. července 1919 – 17. června 2007)
4. José kardinál Freire Falcão (23. října 1925 – 26. září 2021)
5. Michele kardinál Giordano (26. září 1930 – 2. prosince 2010)
6. Paul kardinál Grégoire (24. října 1911 – 30. října 1993)
7. Hans Hermann Wilhelm kardinál Groër OSB (13. října 1919 – 24. března 2003)
8. Franz kardinál Hengsbach (10. září 1910 – 24. června 1991)
9. James Aloysius kardinál Hickey (11. října 1920 – 24. října 2004)
10. Antonio María kardinál Javierre Ortas SDB (21. února 1921 – 1. února 2007)
11. Jean kardinál Margéot (3. února1916 – 17. července 2009)
12. Jacques-Paul kardinál Martin (26. srpna 1908 – 27. září 1992)
13. Eduardo kardinál Martínez Somalo (31. března 1927 – 10. srpna 2021)
14. Lucas kardinál Moreira Neves OP (16. září 1925 – 8. září 2002)
15. Antony kardinál Padiyara (11. února 1921 – 23. března 2000)
16. László kardinál Paskai OFM (8. května 1927 – 17. srpna 2015)
17. Simon Ignatius kardinál Pimenta (1. března 1920 – 19. července 2013)
18. Mario kardinál Revollo Bravo (15. června 1919 – 3. listopadu 1995)
19. Alexandre José Maria kardinál dos Santos OFM (18. března 1924 – 29. září 2021)
20. Achille kardinál Silvestrini (23. října 1923 – 29. srpna 2019)
21. Vincentas kardinál Sladkevičius MIC (20. srpna 1920 – 28. května 2000)
22. Edmund Casimir kardinál Szoka (14. září 1927 – 20. srpna 2014)
23. Christian Wiyghan kardinál Tumi (15. října 1930 – 2. dubna 2021)
24. John Baptist kardinál Wu Cheng-chung (26. března 1925 – 23. září 2002)

Hans Urs von Balthasar zemřel dva dny před konzistoří, jeho nominace byla už ohlášena, ale nedošla naplnění.

## Konzistoř 28. června 1991
1. Fiorenzo kardinál Angelini (1. srpna 1916 – 22. listopadu 2014)
2. Anthony Joseph kardinál Bevilacqua (17. června 1923 – 31. ledna 2012)
3. Edward Idris kardinál Cassidy (5. července 1924 – 10 dubna 2021)
4. Robert-Joseph kardinál Coffy (24. října 1920 – 15. července 1995)
5. Cahal Brendan kardinál Daly (1. října 1917 – 31. prosince 2009)
6. Paolo kardinál Dezza SJ (13. prosince 1901 – 17. prosince 1999)
7. Frédéric kardinál Etsou-Nzabi-Bamungwabi CICM (3. prosince 1930 – 6. ledna 2007)
8. Ján Chryzostom kardinál Korec SJ (22. ledna 1924 – 24. říjen 2015)
9. Pio kardinál Laghi (21. května 1922 – 10. ledna 2009)
10. Nicolás de Jesús kardinál López Rodríguez
11. Roger Michael kardinál Mahony
12. Guido kardinál Del Mestri (13. ledna 1911 – 2. srpna 1993)
13. Virgilio kardinál Noè (30. března1922 – 24. července 2011)
14. Juan Jesús kardinál Posadas Ocampo (10. listopadu 1926 – 24. května 1993)
15. Antonio kardinál Quarracino (8. srpna 1923 – 28. února 1998)
16. Camillo kardinál Ruini
17. Giovanni kardinál Saldarini (11. prosince 1924 – 18. dubna 2011)
18. José Tomás kardinál Sánchez (17. března 1920 – 9. března 2012)
19. Henri kardinál Schwery (14. června 1932 – 7. ledna 2021)
20. Angelo kardinál Sodano (23. listopadu 1927 – 27. května 2022)
21. Georg Maximilian kardinál Sterzinsky (9. února 1936 – 1. června 2011)
22. Alexandru kardinál Todea (5. června 1912 – 22. května 2002)

## Konzistoř 26. listopadu 1994
1. Gilberto kardinál Agustoni (26. července 1922 – 13. ledna 2017)
2. Ricardo María kardinál Carles Gordó (24. září 1926 – 17. prosince 2013)
3. Yves Marie-Joseph kardinál Congar OP (8. dubna 1904 – 22. června 1995)
4. Julius Riyadi kardinál Darmaatmadža SJ
5. Bernardino Carlos Guillermo Honorato kardinál Echeverría Ruiz OFM (12. listopadu 1912 – 6. dubna 2000)
6. Pierre Étienne Louis kardinál Eyt (4. června 1934 – 11. června 2001)
7. Vincenzo kardinál Fagiolo (5. ledna 1918 – 22. září 2000)
8. Carlo kardinál Furno (2. prosince 1921 – 9. prosince 2015)
9. Alois kardinál Grillmeier SJ (1. ledna 1910 – 13. září 1998)
10. William Henry kardinál Keeler (4. března 1931 – 23. března 2017)
11. Mikel kardinál Koliqi (29. září 1902 – 28. ledna 1997)
12. Adam Joseph kardinál Maida
13. Jaime Lucas kardinál Ortega y Alamino (18. října 1936 – 26. července 2019)
14. Carlos kardinál Oviedo Cavada OdeM (19. ledna 1927 – 7. prosince 1998)
15. Phaolô Giuse kardinál Phạm Đình Tụng (15. června 1919 – 22. února 2009)
16. Luigi kardinál Poggi (25. listopadu 1917 – 4. května 2010)
17. Vinko kardinál Puljić
18. Armand Gaétan kardinál Razafindratandra (7. srpna 1925 – 9. ledna 2010)
19. Juan kardinál Sandoval Íñiguez
20. Nasrallah Butrus kardinál Sfeir (15. května 1920 – 12. května 2019)
21. Peter Seiichi kardinál Shirayanagi (17. června 1928 – 30. prosince 2009)
22. Jan Pieter kardinál Schotte CICM (29. dubna 1928 – 10. ledna 2005)
23. Adolfo Antonio kardinál Suárez Rivera (9. ledna 1927 – 22. března 2008)
24. Kazimierz kardinál Świątek (21. října 1914 – 21. července 2011)
25. Ersilio kardinál Tonini (20. července 1914 – 28. července 2013)
26. Jean-Claude kardinál Turcotte (26. června 1936 – 8. dubna 2015)
27. Augusto kardinál Vargas Alzamora SJ (9. listopadu 1922 – 4. září 2000)
28. Miloslav kardinál Vlk (17. května 1932 – 18. března 2017)
29. Emmanuel kardinál Wamala
30. Thomas Joseph kardinál Winning (3. června 1925 – 17. června 2001)

## Konzistoř 21. února 1998
1. Alojzij Matthew kardinál Ambrožič (27. ledna 1930 – 26. srpna 2011)
2. Lorenzo kardinál Antonetti (31. července 1922 – 10. dubna 2013)
3. Jean Marie Julien kardinál Balland (26. července 1934 – 1. března 1998)
4. Alberto kardinál Bovone (11. června 1922 – 17. dubna 1998)
5. Francesco kardinál Colasuonno (2. ledna 1925 – 31. května 2003)
6. Salvatore kardinál De Giorgi
7. Serafim kardinál Fernandes de Araújo (13. srpna 1924 – 8. října 2019)
8. Francis Eugene kardinál George OMI (16. ledna 1937 – 17. dubna 2015)
9. Darío kardinál Castrillón Hoyos (4. července 1929 – 18. května 2018)
10. Giovanni kardinál Cheli (4. října 1918 – 8. února 2013)
11. Marian kardinál Jaworski (nominace in pectore, oznámená 21. února 2001) (21. srpna 1926 – 5. září 2020)
12. Adam kardinál Kozłowiecki SJ (1. dubna 1911 – 28. září 2007)
13. Jorge Arturo Agustín kardinál Medina Estévez (23. prosince 1926 – 3. října 2021)
14. Dino kardinál Monduzzi (2. dubna 1922 – 13. října 2006)
15. Polycarp kardinál Pengo
16. Jānis kardinál Pujats (nominace in pectore, oznámená 21. února 2001)
17. Norberto kardinál Rivera Carrera
18. Paul kardinál Shan Kuo-hsi SJ (3. prosince 1923 – 22. srpna 2012)
19. Christoph Maria Michael Hugo Damian Peter Adalbert kardinál Schönborn OP
20. James Francis kardinál Stafford
21. Dionigi kardinál Tettamanzi (14. března 1934 – 5. srpna 2017)
22. Antonio María kardinál Rouco Varela

Papež rovněž oznámil, že hodlal jmenovat kardinálem Josipa Uhače, který zemřel v den nominace.

## Konzistoř 21. února 2001
1. Geraldo Majella kardinál Agnelo (19. října 1933 - 26. srpna 2023)
2. Francisco kardinál Álvarez Martínez (14. července 1925 – 5. ledna 2022)
3. Bernard kardinál Agré (2. března 1926 – 9. června 2014)
4. Audrys Juozas kardinál Bačkis
5. Jorge Mario kardinál Bergoglio SJ – později papež František (17. prosince 1936 – 21. dubna 2025)
6. Louis-Marie kardinál Billé (18. února 1938 – 12. března 2002)
7. Agostino kardinál Cacciavillan (14. srpna 1926 – 5. března 2022)
8. Juan Luis kardinál Cipriani Thorne
9. Desmond kardinál Connell (24. března 1926 – 21. února 2017)
10. Ignác Moussa I. kardinál Daúd (18. září 1930 – 6. dubna 2012)
11. Johannes Joachim kardinál Degenhardt (31. ledna 1926 – 25. července 2002)
12. Ivan kardinál Dias (14. dubna 1936 – 19. června 2017)
13. Avery Robert kardinál Dulles SJ (24. srpna 1918 – 12. prosince 2008)
14. Edward Michael kardinál Egan (2. dubna 1932 – 5. března 2015)
15. Francisco Javier kardinál Errázuriz Ossa
16. Stéphanos II. kardinál Ghattas CM (16. ledna 1920 – 20. ledna 2009)
17. Antonio José kardinál González Zumárraga (18. března 1925 – 13. října 2008)
18. Zenon kardinál Grocholewski (11. října 1939 – 17. července 2020)
19. Jean Marcel kardinál Honoré (13. srpna 1920 – 28. února 2013)
20. Cláudio kardinál Hummes OFM (8. srpna 1934 – 4. července 2022)
21. Lubomyr kardinál Huzar MSU (26. února 1933 – 31. května 2017)
22. Walter kardinál Kasper
23. Karl kardinál Lehmann (16. května 1936 – 11. března 2018)
24. José kardinál Saraiva Martins CMF
25. Theodore Edgar McCarrick (na svou kardinálskou hodnost rezignoval roku 2018 v reakci na obvinění ze sexuálního zneužívání nezletilých, později propuštěn i z duchovního stavu) (7. července 1930 - 3. dubna 2025)
26. Cormac kardinál Murphy-O'Connor (24. srpna 1932 – 1. září 2017)
27. Jorge María kardinál Mejía (31. ledna 1923 – 9. prosince 2014)
28. Wilfrid Fox kardinál Napier OFM
29. Phanxicô Xaviê kardinál Nguyễn Văn Thuận (17. dubna 1928 – 16. září 2002)
30. Carlo Mario Francesco kardinál Pompedda (18. dubna 1929 – 17. října 2006)
31. Severino kardinál Poletto (18. března 1933 – 17. prosince 2022)
32. José da Cruz kardinál Policarpo (26. února 1936 – 12. března 2014)
33. Giovanni Battista kardinál Re
34. Óscar Andrés kardinál Rodríguez Maradiaga SDB
35. Pedro kardinál Rubiano Sáenz (13. září 1932 - 15. dubna 2024)
36. Julio kardinál Terrazas Sandoval CSsR (7. března 1936 – 9. prosince 2015)
37. Sergio kardinál Sebastiani (11. dubna 1931 – 16. ledna 2024)
38. Crescenzio kardinál Sepe
39. Leo kardinál Scheffczyk (21. února 1920 – 8. prosince 2005)
40. Roberto kardinál Tucci SJ (19. dubna 1921 – 14. dubna 2015)
41. Antonio Ignacio kardinál Velasco García SDB (17. ledna 1929 – 6. července 2003)
42. Varkey kardinál Vithayathil CSsR (29. května 1927 – 1. dubna 2011)

## Konzistoř 21. října 2003
1. Ennio kardinál Antonelli
2. Philippe Xavier Ignace kardinál Barbarin
3. Javier kardinál Lozano Barragán (26. ledna 1933 – 20. dubna 2022)
4. Tarcisio Pietro Evasio kardinál Bertone SDB
5. Josip kardinál Bozanic
6. Julian Herranz kardinál Casado
7. Georges Marie Martin kardinál Cottier OP (25. dubna 1922 – 31. března 2016)
8. Péter kardinál Erdő
9. Stephen Fumio kardinál Hamao (9. března 1930 – 8. listopadu 2007)
10. Gustaaf kardinál Joos (5. července 1923 – 2. listopadu 2004)
11. Francesco kardinál Marchisano (25. června 1929 – 27. července 2014)
12. Renato Raffaele kardinál Martino (23. listopadu 1932 Salerno - 28. října 2024)
13. Stanisław Kazimierz kardinál Nagy SCI (30. září 1921 − 5. června 2013)
14. Attilio kardinál Nicora (16. března 1937 – 22. dubna 2017)
15. Keith Michael Patrick kardinál O'Brien (17. března 1938 – 19. března 2018)
16. Anthony Olubumni kardinál Okogie
17. Bernard kardinál Panafieu (26. ledna 1931 – 12. listopadu 2017)
18. George kardinál Pell (8. června 1941 – 10. ledna 2023)
19. Gioan Baotixita kardinál Phạm Minh Mẫn
20. Marc kardinál Ouellet
21. Justin Francis kardinál Rigali
22. Angelo kardinál Scola
23. Eusebio Oscar kardinál Scheid (8. prosince 1932 – 13. ledna 2021)
24. Tomáš kardinál Špidlík SJ (17. prosince 1919 – 16. dubna 2010)
25. Jean-Louis kardinál Tauran (5. dubna 1943 – 5. července 2018)
26. Telesphore Placidus kardinál Toppo (15. října 1939 - 4. října 2023)
27. Rodolfo Quezada kardinál Toruño (8. března 1932 – 4. června 2012)
28. Peter Kodwo Appiah kardinál Turkson
29. Carlos Amigo kardinál Vallejo (23. srpna 1934 – 27. dubna 2022)
30. Gabriel Zubeir kardinál Wako

Při tomto jmenování kardinálů zachoval Jan Pavel II. jedno jméno ve svém srdci – in pectore. Vzhledem k nesplnění formální podmínky oznámení tohoto kardinála v přítomnosti nejméně dvou svědků přestala ve chvíli úmrtí Jana Pavla II. tato volba zavazovat (i kdyby se zjistilo, koho měl papež na mysli).